# Stefano Innocenti
Pour les articles homonymes, voir Innocenti.
Stefano Innocenti, né en 1942 à Florence, est un organiste, chef d'orchestre, claveciniste classique et professeur de musique italien.

## Biographie

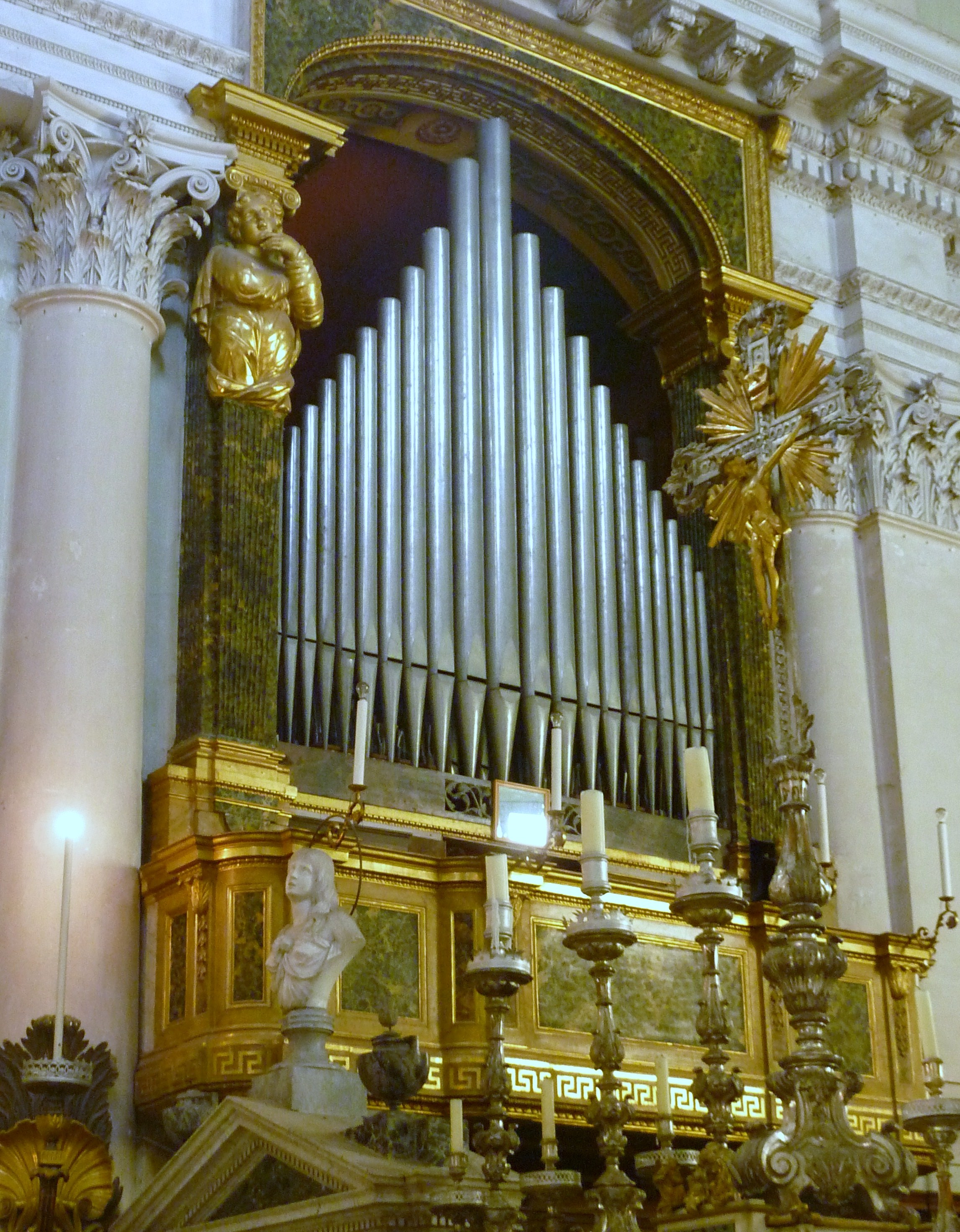
Orgue Serassi de l'église San Liborio à Colorno (Parme).

Né à Florence, Stefano Innocenti est diplômé de pianoforte sous l'égide de Pietro Scarpini (it), en orgue et clavecin après avoir suivi à Haarlem (Pays-Bas), pendant trois ans, les cours d'été avec Anton Heiller, Luigi Ferdinando Tagliavini, Kenneth Gilbert et Marie-Claire Alain,.
Depuis 1985, il est organiste titulaire de l'église San Liborio à Colorno à Parme,. 
Il a donné de nombreux concerts à travers l'Europe, l'Amérique du Nord, le Brésil et le Japon,,. Il a joué pour l'inauguration de nombreux orgues historiques restaurés, dont les bolonais de San Petronio et le Gabler de Weingarten (Bade - Wurtemberg),,.
Il a été professeur d'orgue et de composition au conservatoire de Bologne et au Conservatoire de Parme,,,. Il a également donné des cours d'interprétation aux académies de Pistoia, de Romainmotier (Suisse) et de Toulouse ; il a été membre du jurys de nombreux concours internationaux,,.
Il vit entre Parme et Arcola à La Spezia,,.

## Discographie
Stefano Innocenti a enregistré dès 1972 (pour Ricordi), plusieurs disques à l'orgue, mais également au clavecin, notamment pour les œuvres de Bach sur les labels discographiques Brilliant Classics, La Bottega Discantica, Erato, Stradivarius et Tactus.

### Récitals
- Organo strassi di colorno (1792-1796) : Frescobaldi, Merula, Böhm, Bach et Daquin - sur quatre orgues de Toscane (mars 1996, La Bottega Discantica) (OCLC 52826305)
- Riccardo Castagnetti, Œuvres pour orgue et clavecin - Orgue de la Basilique Santa Maria dei Miracoli de Morbio Inferiore ; clavecin (7 et 8 septembre 2006, Tactus TC 970301) livret en ligne [PDF] (OCLC 560564728)
- Organo di Antonio e Gaetano Prestinari 1848, opus 262 de l'église Vecchia di S. Pietro all'Olmo (it) (2001, La Bottega Discantica) (OCLC 1115440776)
- Concerti per organo e orchestra : Œuvres de Ferdinando Paër ; Giuseppe Gherardeschi ; Gaetano Valeri ; Ferdinando Provesi et Antonio Salieri - I Pomeriggi Musicali, dir. Marco Balderi (2003, La Bottega Discantica) (OCLC 1115513416)
- Platti, 6 Sonate, op. 1 pour le clavessin sur le gout Italien (La Bottega Discantica) (OCLC 919577755)
- Platti, 14 sonate per clavicembalo (2012, La Bottega Discantica) (OCLC 953825777)
- Musique napolitaine pour clavier : Valente, Macque, Trabaci, Mayone, Salvatore, Strozzi, A. et D. Scarlatti - Stefano Innocenti, clavecin et orgue de l'église de Corte de' Frati (21 juillet/17 novembre 2013, Brilliant Classics)
- Bach, Toccatas pour clavecin, BWV 910 à 916 (2014, Stradivarius STR37027) (OCLC 921872989)

### Avec ensemble
- Andrea Gabrieli per cantare e sonare - Chœur de la radio télévision suisse italienne, dir. André Ducret ; Theatrum Instrumentorum ; Stefano Innocenti, orgue (juillet/aout 1991, Victorie Music 291182) (OCLC 50083253)